# Malcolm Bricklin
Malcolm Bricklin (ur. 9 marca 1939 w Filadelfii – amerykański przedsiębiorca branży motoryzacyjnej, znany z wieloletniej kariery pełnej wzlotów i upadków. Założyciel konsorcjum General Vehicle, producent samochodu Bricklin SV-1 oraz rowerów elektrycznych, importer samochodów na rynek USA. Wprowadził do Stanów Zjednoczonych auta marki Subaru, Fiat i Zastava, a także - bez powodzenia - Chery.

## Biografia
W latach 50. XX w. młody Malcolm Bricklin został wraz z ojcem współtwórcą franczyzowej sieci sklepów z narzędziami pod nazwą Handyman America. Sieć zbankrutowała w aurze skandalu w 1960 roku. 
Pracę związaną z motoryzacją rozpoczął w 1965 roku od wprowadzenia na amerykański rynek skuterów Fuji Rabbit produkowanych przez Fuji Heavy Industries. Ta sama firma produkowała wówczas niewielkie miejskie samochody Subaru 360. Przedsiębiorca nawiązał współpracę z Subaru i sprowadził ten model na rynek Stanów Zjednoczonych. Samochód został okrzyknięty najniebezpieczniejszym samochodem w USA a jego sprzedaż zaczęła dramatycznie spadać. Wówczas Malcolm wraz ze swoim partnerem utworzył spółkę Subaru of America, Inc., mającą za zadanie sprzedać swoje aktywa wynikające z zawartej z Subaru umowy franczyzowej. 
Dzięki zarobionym na sprzedażny firmy udziałom, Bricklin mógł wreszcie zrealizować swoje marzenie i stworzyć własną markę samochodów. Bricklin SV-1 był pierwszym i  jedynym produktem nowo powstałego przedsiębiorstwa. Samochód w czasach produkcji wyglądał futurystycznie, a drzwi typu gull-wing otwierane elektrycznie do góry były wówczas niespotykane. Samochód Bricklina nosił oznaczenie SV-1 (Safety Vehicle 1), chęć stworzenia bezpiecznego samochodu wynikała zapewne z przykrego doświadczenia nabytego przy modelu Subaru 360. Bricklin SV-1 powstawał w Kanadzie w prowincji Nowy Brunszwik, ponieważ dopiero tam przedsiębiorcy udało się pozyskać finansowego partnera na potrzeby inwestycji - były nim władze prowincji. Samochody SV-1 produkowano zaledwie 2 lata (1974-1976) i powstało ich jedynie 2,854 sztuk (do dzisiaj przetrwało ok. 1500). Koszty produkcji auta trzykrotnie przekraczały jego cenę. 
Niezrażony Bricklin nie zaprzestał inwestowania w branżę motoryzacyjną. Postanowił importować do USA włoskie samochody Fiat X1/9 i Fiat 124 Sport Spider. Sprzedawane były z powodzeniem pod markami Bertone i Pininfarina Azzurra przez firmę Bricklina - International Automobile Importers Inc. 
W 1980 roku utworzył kolejną spółkę Yugo America, Inc mającą na celu importowanie do Stanów Zjednoczonych tanich samochodów marki Yugo produkowanych w socjalistycznej Jugosławii. Cena sprowadzanych aut nie przekraczała 4000 dolarów, co przeniosło się na importowy sukces przedsiębiorcy. Łącznie udało mu się sprzedać na terenie Stanów Zjednoczonych aż 163,000 samochodów Yugo co spowodowało, że były to najczęściej importowane europejskie samochody w historii amerykańskiej motoryzacji. Samochody Yugo z powodu bardzo złej jakości wykonania zostały okrzyknięte najgorszymi pojazdami w historii USA. Bricklin sprzedał zajmująca się importem firmę w 1988 roku za około 20 mln dolarów. Firma zbankrutowała w 1992 roku po wprowadzeniu przez ONZ sankcji eksportowych na Jugosławię. 
We wczesnych latach 90. roku Malcolm Bricklin zwrócił swoje zainteresowania w stronę pojazdów przyjaznych dla środowiska. Zawiązał partnerstwo biznesowe z dr Malcolmem Currie byłym podsekretarzem stanu ds obrony i rozwoju, także byłym prezesem GM Delco i Hughes Aircraft. Obaj wspólnicy stworzyli w 1993 roku Electric Bicycle Company zostając jednymi z pionierów budowy rowerów wspomaganych elektrycznie. Ramy rowerowe były zamawiane w Malezji i na Tajwanie i wyposażane w 12 V wspomaganie z akumulatorem kwasowo-ołowiowym, zapewniającym zasięg ok. 17 mil pomiędzy ładowaniami. Rowery mogły rozwijać prędkość ok. 15 mph. Niestety cena pojazdu wynosząca od 1400 do 1900$ - mniej więcej 1/3 ówczesnej wartości samochodu kompaktowego - nie zapewniła przedsięwzięciu powodzenia. Electric Bicycle Company zbankrutowało w 1996 roku. Tuż przed bankructwem zostało zakupione przez Lee Iaccoccę i przemianowane na EV Global, co nie uchroniło firmy przed upadkiem. 
W późnych latach 90. Bricklin w dalszym ciągu poszukiwał taniego samochodu nadającego się na import na teren Stanów Zjednoczonych. W 2002 roku rozpoczął poszukiwania partnera biznesowego i produkcyjnego zdolnego taki samochód zbudować. Swoje kilkuletnie poszukiwania skoncentrował na 3. krajach:Wielkiej Brytanii, Indiach oraz Polsce (tutaj jego uwagę zwróciła fabryka FSO). Finalnie jednak w 2007 roku zdecydował się na umowę z firmą chińską. Zawiązał spółkę Visionary Vehicles LLC i zaczął sprowadzać do USA samochody chińskiej marki Chery - należącej do rządu prowincji Anhui. 
Bricklin oprócz organizowania sieci dealerskiej w USA i Kanadzie założył także biuro konstrukcyjne w Detroit, które miało zająć się dostosowaniem pięciu chińskich modeli na rynek Stanów Zjednoczonych z zachowaniem tamtejszych wymogów homologacyjnych. Bricklin zatrudnił także konsultantów, doradców i pracowników z doświadczeniem w finansach i motoryzacji, w tym byłego ambasadora USA przy ONZ van den Heuvela, Maurice'a Stronga, byłego podsekretarza ONZ;  Rona Harboura z Harbour Consultants - międzynarodowych rzeczoznawców firm samochodowych;  Marianne McInerney, byłą prezes Międzynarodowego Stowarzyszenia Dealerów Samochodowych;  i Pera Arnberga, prezesa Fram Shipowning, LTD, międzynarodowej firmy żeglugowej. Jednym z inwestorów został także George Soros, który wyłożył 200 milionów dolarów na depozyt wymagany przy wprowadzeniu Chery na rynek USA. Malcolm Bricklin włożył także sporo energii i funduszy w wypromowanie marki Chery.
Malcolm Bricklin bazując na dotychczasowym doświadczeniu planuje wskrzeszenie marki, która obecnie miałaby zajmować się produkcją tanich elektrycznych pojazdów. Jednym z nich ma być prototypowy Bricklin EVX/LS.